# 比年 (菲律賓)

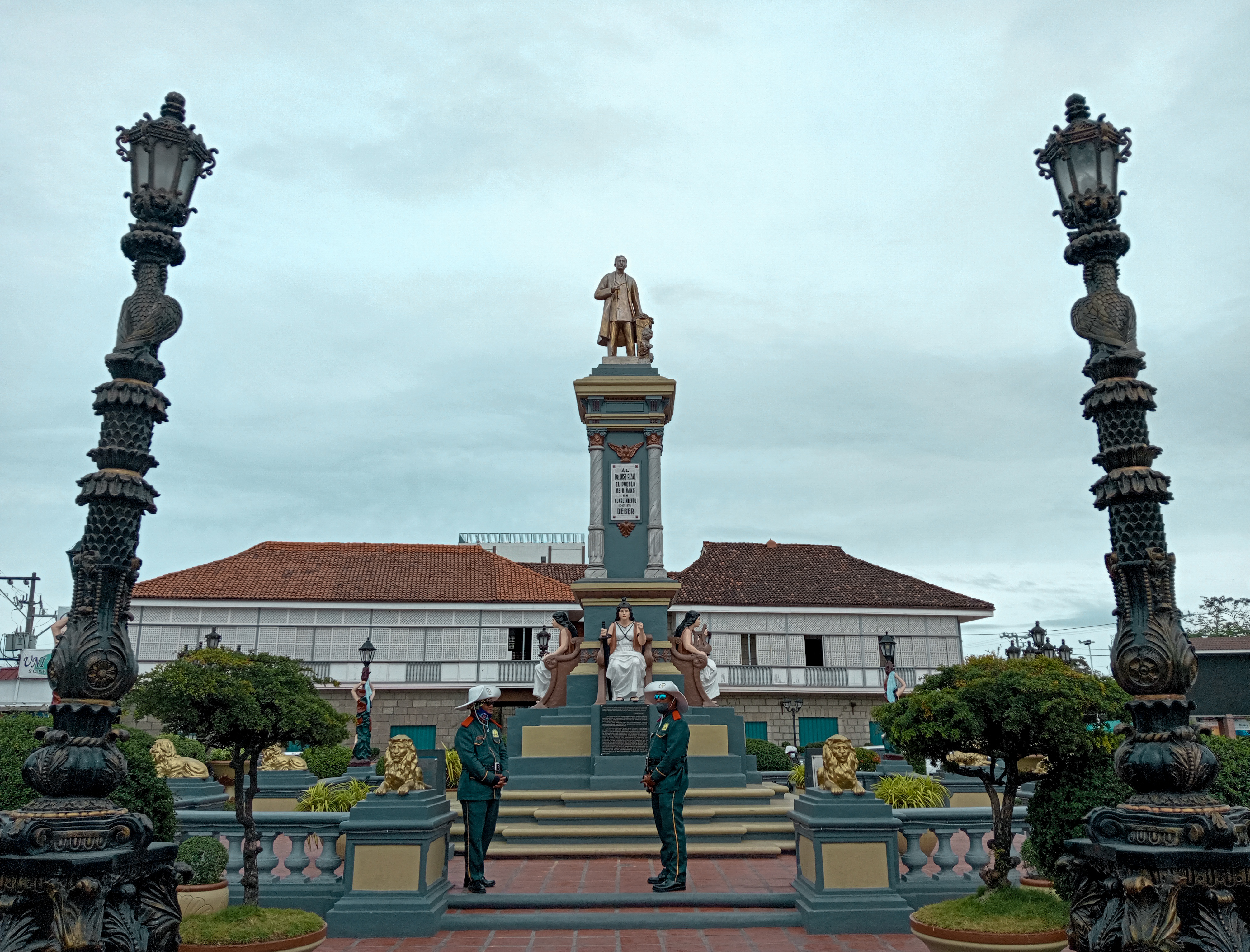
黎剎廣場

比年（Biñan，biˈɲan)，正式名稱為比年市 ，是位於菲律賓內湖省的城市。根據2010年人口普查，人口為283,396人，現今已發展成為馬尼拉大都會的郊區住宅社區，也是菲律賓一些最大的工業區和出口加工區的所在地。